# Callodirphia seitzi
Callodirphia seitzi är en fjärilsart som beskrevs av Max Wilhelm Karl Draudt 1930. Callodirphia seitzi ingår i släktet Callodirphia och familjen påfågelsspinnare. Inga underarter finns listade i Catalogue of Life.